# Лола (язык)
Лола — австронезийский язык, на котором говорят на нескольких островах в составе архипелага Ару в деревнях Варабал, Джамбуайр и Лола, административно относящихся к индонезийской провинции  Малуку. У языка имеются диалекты варабал и лола. Лингвистически язык располагается между языками батулей и добел, а также похож на язык коба. Население говорит ещё и на амбонском малайском языке.